# Serwlet
Serwlet – klasa Javy działająca po stronie serwera WWW w modelu żądanie-odpowiedź, rozszerzająca jego możliwości. Uruchamiane są w bezpiecznym środowisku serwera aplikacji (np. GlassFish) albo kontenera webowego (np. Apache Tomcat). Jako część platformy JEE, serwlety mają dostęp do całego API Javy.
Nazwa Serwlet powstała na wzór nazwy aplet, przez zastąpienie sylaby ap- sylabą serw-, wskazującą na wykonywanie programu po stronie serwera.

## Cykl życia
1. Klasa serwletu jest ładowana do pamięci tylko raz, przy starcie kontenera webowego lub przy pierwszym wczytaniu strony[3].
2. Tworzona jest instancja klasy - wywoływana jest metoda init() inicjalizująca obiekt. Inicjalizacja obiektu dokonywana jest tylko raz - przed obsłużeniem pierwszego żądania[4].
3. Po zainicjalizowaniu, instancja klasy serwletu rezyduje w pamięci, oczekując na przydział żądań. W chwili gdy serwer otrzymuje żądanie od klienta, tworzy obiekty (instancje klas Javy) reprezentujące żądanie klienta i odpowiedź serwera, następnie uruchamia nowy wątek, który wywołuje metodę service() przekazującą obiekty żądania i odpowiedzi do odpowiedniej metody zaimplementowanej przez programistę.
4. Po zakończeniu pracy serwletu wywoływana jest metoda destroy() zwalniająca zasoby alokowane przez uruchomiony serwlet[5].

## Przykłady
- Zobacz przykładowe kody źródłowe serwletów na stronie Wikibooks